# Zdzieszewo
Zdzieszewo [pronunciación en polaco: /zd͡ʑɛˈʂɛvɔ/] es un asentamiento en el distrito administrativo de Gmina Polanów, dentro del Condado de Koszalin, Voivodato de Pomerania Occidental, en el norte de Polonia occidental. Se encuentra aproximadamente a 2 kilómetros al suroeste de Polanów, a 35 kilómetros al este de Koszalin, y a 158 kilómetros al noreste de la capital regional Szczecin.
Antes de 1945, el área fue parte de Alemania. Para la historia de la región, véase Historia de Pomerania.